# Pogonomys
Pogonomys — рід гризунів із родини Muridae, поширений у Новій Гвінеї та на островах Д'Ентрекасто, а один вид зустрічається також в Австралії.

## Морфологічні характеристики
Це відносно невеликі, мишоподібні тварини. Вони досягають довжини голови й тулуба від 9 до 15 сантиметрів, при довжині 13–24 сантиметрів хвіст значно довший за тулуб, вага до 95 грамів. Хутро м'яке і шерстисте, його колір варіюється від рудувато-коричневого до сірого і до чорного зверху, а низ білий або світло-сірий. Довгий хвіст, який можна використовувати для хапання, має велику луску, він переважно коричневого кольору, лише кінчик тілесного кольору. Вуха маленькі, а очі великі.

## Середовище та спосіб життя
Pogonomys живуть на Новій Гвінеї та прибережних островах, а також в Австралії. Місцем їхнього проживання є ліси від рівня моря до 3000 метрів над рівнем моря. Вони активні вночі, а вдень ховаються в підземні нори. Вони вміють добре лазити й проводити час на деревах. Їхній раціон в основному складається з листя і пагонів.